# Francis Vielé-Griffin
Francis Vielé-Griffin (1863 o 1864 – 1937) è stato un poeta francese.

## Biografia
Nato negli Stati Uniti nel 1864, in una famiglia di lontana origine francese, Vielé-Griffin viene in Francia quando ha otto anni e ci si stabilisce in permanenza, a Parigi, poi in Turenna e in Bergerac. Frequenta il collège Stanislas (dove è condiscepolo di Henri de Régnier). Nel 1886, pubblica Cueille d'avril, la sua prima raccolta di versi. Nel 1889, è il primo a scegliere il verso libero per la raccolta Joies. Nel 1897, in La Clarté de vie, introduce l'assonanza, ma senza abbandonare la rima.

## Opere
- Cueille d'avril, 1886
- Les Cygnes: poésies, 1885-86, 1887
- Ancaeus, 1885-86
- Joies, 1889
- Diptyque, 1891

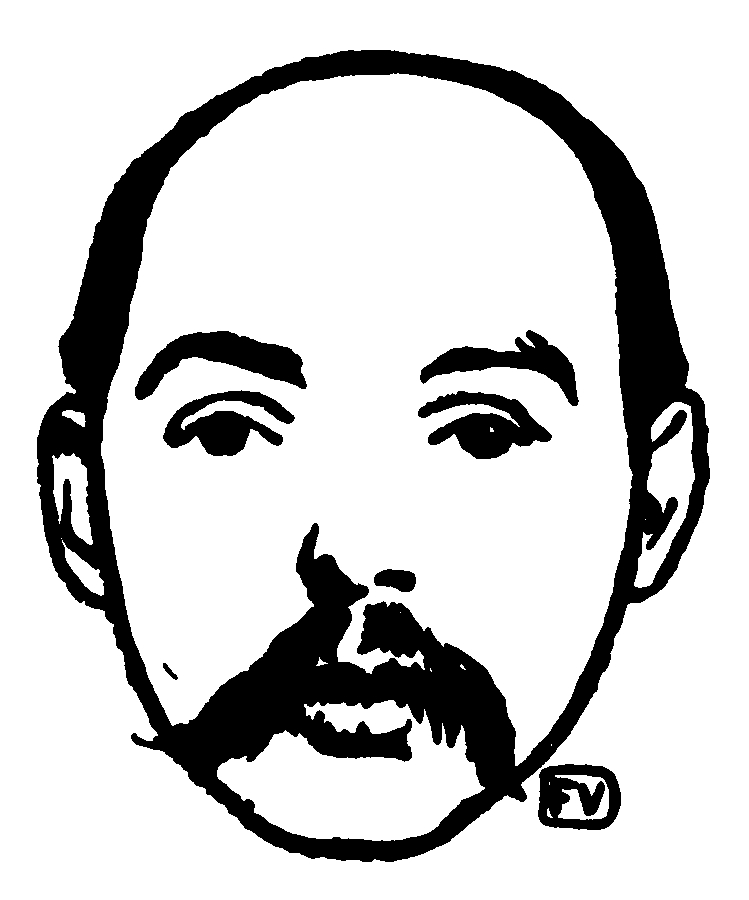
F. Vielé-Griffin da Félix Vallotton pubblicato in Le Livre des masques (Remy de Gourmont, Paris, 1896).

- Les Cygnes: nouveaux poèmes 1890-91, 1892
- La Chevauchée d'Yeldis et autres poèmes, 1892
- Pagai, 1894
- Swanhilde: poème dramatique, 1890-1893, 1894
- La Clarté de vie, 1897
- Phocas le jardinier, précédé de Swanhilde, Ancaeus, les Fiançailles d'Euphrosine, 1898
- La Partenza, 1899
- La Légende ailée de Wieland le forgeron, 1900
- Sainte-Agnes, pubblicato senza nome e fuori commercio, 1900
- L'Amour sacré, poèmes, 1903
- La lumière de Grèce: Pindare; Sapho; la Légende ailée de Bellérophon Hippalide, 1912
- Voix d'Ionie, 1914
- Couronne offerte à la muse romaine, 1922
- La Rose au flot, légende du Poitou, 1922
- Le Domaine royal, discours lyriques, 1923
- Choix de poèmes, 1923
- Le Livre des reines, 1929
- Souvenirs d'enfance et de première jeunesse, 1939